# 피터 테민
피터 테민(Peter Temin, 1937년 12월 17일 ~)은 경제학자이자 경제사학자이다.
이 분야에서 테민이 가장 많이 인용한 두 가지 결론은 노동력 부족과 경제 발전의 관계와 경제사 연구에서 일반균형 모델의 역할에 관한 것이다.  그는 19세기 경기 순환에 대한 연구에서 도출된 결론을 적용할 것이다.
또한 경기 침체를 현대 경제 기간에 가장 심각한 슬럼프로 전환시킨 것은 주로 1930년의 경기 침체에 대한 연방 준비 제도 이사회의 조치가 아니라 자체적인 수요 감소라는 가설을 세웠다.